# Schlacht bei María
Bailén –  Roliça –Vimeiro – Saragossa (1808) – Burgos (Gamonal) – Medina de Rioseco – Espinosa –  Tudela – Somosierra – Saragossa (1809) – La Coruña – Torres Vedras – Valls – Braga – Oporto – María – Talavera – Ocaña – Gerona – Ciudad Rodrigo (1810) – Buçaco – Gévora – Barrosa – Badajoz (1811) – Fuentes de Oñoro – La Albuera – Tarragona (1811) – Sagunt (Murviedro) – Ciudad Rodrigo (1812) – Badajoz (1812) –  Majadahonda – Salamanca – García Hernández –  Venta del Pozo – Vitoria – 
Sorauren – San Sebastián – Bidassoa
Bei der Schlacht bei María (15. Juni 1809) traf eine kleine spanische Armee unter Führung von Joaquín Blake y Joyes auf ein kaiserliches französisches Korps unter Louis Gabriel Suchet. Das Gefecht fand während des Spanischen Unabhängigkeitskriegs statt, der Teil der größeren Koalitionskriege war.

## Hintergrund
Nach der Niederlage bei Alcañiz am 23. Mai 1809 zog sich Suchet mit dem französischen III. Korps nach Saragossa zurück, um seine Truppen neu zu organisieren. Die spanische Armee unter General Joaquín Blake wartete zunächst auf Verstärkungen, bevor sie mit über 20.000 Mann gegen Saragossa marschierte. Blake versuchte, Aragón von der französischen Kontrolle zu befreien, indem er nicht den direkten Weg entlang des Ebro wählte, sondern westlich über das Huerva-Tal vorrückte, was die französischen Kommunikationslinien bedrohte.
Die spanische Kampagne zu Beginn des Jahres 1809 begann mit der Schlacht bei Uclés. María de Huerva liegt 17 Kilometer südwestlich von Saragossa in Spanien.

## Verlauf
Blake teilte seine Armee in zwei Teile: Eine Division unter Areizaga marschierte auf dem rechten Ufer des Huerva, während Blake mit den anderen beiden Divisionen auf dem linken Ufer vorrückte. Zwischen den beiden Teilen lag ein Abstand von neun bis zehn Kilometern und der Fluss selbst, was die Koordination erschwerte. Am 15. Juni formierte Blake seine Truppen auf einer Reihe von Hügeln südlich von María de Huerva. Nach anfänglich unentschiedenem Kampf gelang der französischen Kavallerie unter General Watier ein entscheidender Angriff auf den geschwächten rechten Flügel der Spanier, wodurch die französische Seite den Sieg errang.
Nach einem zunächst unentschiedenen Gefecht am Vormittag griff die französische Kavallerie unter Suchet entscheidend an und errang so den Sieg für die Franzosen. Obwohl der rechte Flügel der Spanier zerschlagen wurde, konnte sich der Rest von Blakes Armee in relativ guter Ordnung zurückziehen, nachdem sie den Großteil ihrer Artillerie zurückgelassen hatten.

## Nachwirkungen
Der Großteil der spanischen Armee konnte sich trotz des Verlusts der Artillerie geordnet zurückziehen.
Nach der Schlacht bei María setzte die französische Offensive in Katalonien mit der Schlacht von Belchite fort, die am 18. Juni 1809 stattfand. Auch in dieser zweiten Schlacht unterlag die spanische Armee unter General Blake der französischen Armee unter General Suchet. Das Ergebnis dieser beiden Schlachten war die entscheidende Niederlage der spanischen Truppen und die Festigung der französischen Kontrolle in der Region.